# Кравченко Руслан Андрійович
Руслан Андрійович Кравченко (нар. 14 березня 1990, Сєвєродонецьк (нині Сіверськодонецьк), Луганська область, УРСР) — український політик та прокурор, Генеральний прокурор України (з 21 червня 2025). Голова Державної податкової служби України (31.12.2024-17.06.2025), керівник Київської ОВА (10.04.2023-30.12.2024).

## Життєпис
Народився 14 березня 1990 року в Сівєрськодонецьку Луганської області, де 2005 року закінчив школу № 8. 2005—2007 — навчався у Київському військовому ліцеї імені Івана Богуна.
З 2007 по 2012 рік навчався на військово-юридичному факультеті Національного університету «Юридична академія України імені Ярослава Мудрого», де отримав диплом магістра про повну вищу освіту за спеціальністю «правознавство» та військове звання «лейтенант юстиції».

### Кар'єра
15 серпня 2012 року став слідчим Севастопольської прокуратури, за рік Кравченка підвищили до старшого слідчого, на якій він працював до анексії Криму в 2014 році.
У 2014 році став старшим прокурором Рівненської, а згодом Львівської прокуратури з нагляду за дотриманням законів у воєнній сфері Західного регіону України.
З 2015 по 2019 рік працював у Головній військовій прокуратурі Генеральної прокуратури України на посадах прокурора відділу і заступник начальника відділу процесуального керівництва.
З 2019 по 2020 рік працював на посаді заступника військового прокурора Центрального регіону України, переведений на посаду прокурора відділу процесуального керівництва та нагляду за додержанням законів при проведенні оперативно-розшукової діяльності управління організації процесуального керівництва, нагляду за виконанням судових рішень та при проведенні оперативно-розшукової діяльності Спеціалізованої прокуратури у військовій та оборонній сфері Центрального регіону.
2020—2021 — начальник управління процесуального керівництва у кримінальних провадженнях про злочини у сфері оборонно-промислового комплексу Спеціалізованої прокуратури у військовій та оборонній сферах Офісу Генерального прокурора України.
2021 року очолив Бучанську окружну прокуратуру Київської області. З 31 березня 2022 року проводив фіксацію та розслідування військових злочинів росіян у Бучі
У квітні 2023 року згідно Указу Президента України від 10 квітня 2023 року № 204/2023 був призначений головою Київської обласної державної адміністрації.
У 2023 не пройшов співбесіду на доброчесність, коли подавався на посаду керівника НАБУ.
30 грудня 2024 року президент звільнив Кравченка з посади.
31 грудня 2024 року призначений головою Державної податкової служби України.

### Участь у російсько-українській війні
У 2014—2015 роках брав участь в антитерористичній операції при виконанні службових обов'язків на посаді прокурора 33-ї військової прокуратури Південного регіону України (м. Дебальцеве, м. Артемівськ — з 2016 року Бахмут).  Отримав статус учасника бойових дій. Участь у бойових діях Руслан Кравченко не брав.
З 10 квітня 2023 очолював Київську обласну адміністрацію, у грудні 2024 став керівником Державної податкової служби.

### Генеральний Прокурор України
17 червня 2025 року ВРУ за поданням президента України Зеленського дала згоду на призначення Кравченка Генеральним прокурором.
21 червня Указом Президента призначений Генеральним прокурором України. 8 липня введений до складу РНБО.

## Нагороди
- У 2022 році нагороджений орденом «За заслуги» III ступеня — «за значні заслуги у зміцненні української державності, мужність і самовідданість, виявлені у захисті суверенітету та територіальної цілісності України, вагомий особистий внесок у розвиток різних сфер суспільного життя, відстоювання національних інтересів нашої держави, сумлінне виконання професійного обов'язку»[20].
- У 2016 році нагороджений орденом Данила Галицького[21] та відзнакою Президента України «За участь в антитерористичній операції».[джерело?]
- У 2025 році нагороджений почесним нагрудним знаком Головнокомандувача Збройних Сил України «Хрест заслуги».

## Особисте життя
Сімейний стан — розлучений. Дітей не має.